# Kroktjärnen (Starrkärrs socken, Västergötland)
Kroktjärnen är en sjö i Ale kommun i Västergötland och ingår i Göta älvs huvudavrinningsområde. Sjön är 4,2 meter djup, har en yta på 0,0455 kvadratkilometer och är belägen 84,2 meter över havet. Sjön ligger i skogsområdet Alefjäll.

## Delavrinningsområde
Kroktjärnen ingår i det delavrinningsområde (642269-128205) som SMHI kallar för Inloppet i Mollsjön. Medelhöjden är 94 meter över havet och ytan är 0,54 kvadratkilometer. Det finns inga avrinningsområden uppströms utan avrinningsområdet är högsta punkten. Vattendraget som avvattnar avrinningsområdet har biflödesordning 3, vilket innebär att vattnet flödar genom totalt 3 vattendrag innan det når havet efter 45 kilometer. Avrinningsområdet består mestadels av skog (91 procent). Avrinningsområdet har 0,05 kvadratkilometer vattenytor vilket ger det en sjöprocent på 8,5 procent.